# 黑森-卡塞爾的腓特烈·威廉 (1820年)
腓特烈·威廉·格奥尔格·阿道夫（Friedrich Wilhelm Georg Adolf，1820年11月26日—1884年10月14日），简称黑森-卡塞尔伯爵腓特烈·威廉，黑森-卡塞尔-鲁姆彭海姆领地伯爵，前选侯腓特烈·威廉一世于1875年去世后成为黑森家族卡塞尔支族长，称黑森-卡塞尔领地伯爵。

## 生平
弗里德里希·威廉·格奥尔格·阿道夫于1820年11月26日生于丹麦哥本哈根。1839年至1841年曾在科隆求学。曾服役于丹麦军队，1837年成为上尉，1843年成为少将，1851年被授予中将军衔。在1842年，弗里德里希乘坐丹麦海军“特提斯号”巡防艦巡游地中海，访问了君士坦丁堡。一路上还访问了许多欧洲国家。

### 丹麦王位假定继承人
1839年12月3日，丹麦国王弗雷德里克六世去世。由于他的两个儿子刚出生便去世，他的堂弟，假定继承人弗雷德里克的儿子，前挪威国王克里斯蒂安·弗雷德里克继位，成为国王克里斯蒂安八世。克里斯蒂安八世的妹妹便是黑森-卡塞尔的弗里德里希的母亲，也就是说弗里德里希是当时丹麦国王的外甥。克里斯蒂安八世有一个儿子，弗雷德里克·卡尔·克里斯蒂安，即后来的丹麦国王弗雷德里克七世。这时的丹麦王位继承顺序如下：
1. 弗雷德里克王储，国王独子，1808年生，1839年时已经历一次失败的婚姻，尚无子嗣。
2. 弗雷德里克·斐迪南王子，国王的弟弟，1792年出生，1829年娶前国王弗雷德里克六世的长女卡洛琳娜，尚无子嗣。

当时的丹麦王室仅存这三位男嗣，如果他们都无嗣去世，根据弗雷德里克三世颁布的继承法，丹麦王位将通过女性继承，与末代国王亲缘关系最近的女性的后代将成为国王。
- 国王的长妹尤利安妮·索菲，1788年生，1812年嫁给黑森-菲利普斯塔尔-巴赫菲尔德的威廉，当时尤利安妮·索菲已成为寡妇且没有子嗣，于1850年去世。
- 国王的幼妹路易丝·夏洛特，1789年生，即黑森-卡塞尔的弗里德里希的母亲。
- 国王的大侄女，即前国王的大女儿卡洛琳娜，1793年生，嫁给了国王的弟弟弗雷德里克·斐迪南王子，尚无子嗣。
- 国王的小侄女，即前国王的小女儿威廉明妮，1808年生，1828年与现在的王储弗雷德里克结婚，后离婚。1838年嫁给石勒苏益格-荷尔斯泰因-宗德堡-格吕克斯堡公爵卡尔，尚无子嗣。
- 国王的堂姐兼岳母，即前国王的妹妹路易丝·奥古斯塔，1771年生，1786年嫁给石勒苏益格-荷尔斯泰因-宗德堡-奥古斯滕堡公爵弗里德里希·克里斯蒂安二世，有二子一女。

黑森-卡塞尔的弗里德里希因此成为丹麦王位的第五顺位继承人。由于前三位继承人都不可能再有子嗣，他成为王储弗雷德里克的假定继承人，一旦王储弗雷德里克无嗣去世，他将成为丹麦国王。
但到了19世纪40年代，出现了两个问题：第一是德丹关系日益恶化，而弗里德里希是德国贵族；第二是1844年黑森-卡塞尔的弗里德里希与俄罗斯女大公亚历山德拉·尼古拉耶芙娜结婚，而丹麦人民一向对俄罗斯没有任何好感。
1848年1月20日，丹麦国王克里斯蒂安八世去世，弗雷德里克王储登基成为国王弗雷德里克七世。黑森-卡塞尔的弗里德里希成为丹麦王位第四顺位继承人。同年3月29日，第一次石勒苏益格战争爆发。战争在1850年结束，丹麦巩固了对石勒苏益格的统治，以石勒苏益格-荷尔斯泰因-宗德堡-奥古斯滕堡公爵克里斯蒂安（弗里德里希·克里斯蒂安二世与丹麦的路易丝·奥古斯塔之子）为首的分离活动失败。同年王位的第三顺位继承人尤利安妮·索菲去世，黑森-卡塞尔的弗里德里希成为第三顺位继承人。
1851年，黑森-卡塞尔的弗里德里希与他的母亲，以及他的大姐，丹麦王位第四顺位继承人玛丽·路易丝宣布放弃丹麦王位继承权，将其让给第五顺位继承人，弗里德里希的二姐黑森-卡塞尔的露易丝。露易丝的夫君石勒苏益格-荷尔斯泰因-宗德堡-格吕克斯堡的克里斯蒂安亲王于次年被选为丹麦王储，后登基成为国王克里斯蒂安九世。

### 黑森选侯家族族长
1866年，黑森选侯国被普鲁士吞并，选侯弗里德里希·威廉被迫逊位。1867年他的父亲威廉去世，他成为黑森-鲁姆彭海姆领地伯爵。1875年，前选侯弗里德里希·威廉在布拉格去世，他成为黑森家族卡塞尔支族长，称黑森-卡塞尔领地伯爵。
弗里德里希·威廉·格奥尔格·阿道夫于1884年10月14日在美因河畔法兰克福去世，终年63岁。

## 婚姻与子女
弗里德里希·威廉于1844年1月28日与俄罗斯沙皇尼古拉一世的第三个女儿亚历山德拉（1825年6月25日—1844年9月10日）结婚，亚历山德拉在生产第一个孩子威廉时因难产去世，母子都没有保住。
弗里德里希于1853年5月16日娶普鲁士的安娜公主（Maria Anna Friederike，1836年5月17日—1918年6月12日）为第二任妻子。安娜是卡爾王子的小女儿，普鲁士国王腓特烈·威廉三世的孙女。二人育有三子三女：
- 長子腓特烈·威廉（1854年10月15日—1888年10月14日），黑森家族卡塞尔支族长，因海难去世。
- 长女伊莉莎白（1861年6月13日—1955年1月1日），1884年与安哈尔特-德绍公爵弗里德里希一世的长子公爵世子利奥波德结婚，有一女。
- 次子亚历山大·腓特烈（1863年1月25日—1945年3月26日），黑森家族卡塞尔支族长，1925年放弃给他的弟弟。
- 三子腓特烈·卡爾（1868年5月1日—1940年5月28日），1918年被选为芬兰国王，同年宣布放弃王位，1925年成为黑森家族卡塞尔支族长。
- 次女玛丽·波呂克塞娜（1872年4月29日—1882年8月16日）
- 三女西比尔·玛格丽特（1877年6月3日—1953年2月11日），1898年与弗里德里希·冯·温克男爵结婚，1923年离婚。

## 家世
| 黑森-卡塞尔领地伯爵弗里德里希 | 父亲： 黑森-卡塞尔-鲁姆彭海姆的威廉 | 祖父： 黑森-卡塞尔的弗里德里希            | 祖父之父： 黑森-卡塞爾伯爵腓特烈二世              |
| 黑森-卡塞尔领地伯爵弗里德里希 | 父亲： 黑森-卡塞尔-鲁姆彭海姆的威廉 | 祖父： 黑森-卡塞尔的弗里德里希            | 祖父之母： 大不列顛公主瑪麗                       |
| 黑森-卡塞尔领地伯爵弗里德里希 | 父亲： 黑森-卡塞尔-鲁姆彭海姆的威廉 | 祖母： 拿骚-乌辛根的卡洛琳                | 祖母之父： 拿骚-乌辛根亲王卡尔·威廉               |
| 黑森-卡塞尔领地伯爵弗里德里希 | 父亲： 黑森-卡塞尔-鲁姆彭海姆的威廉 | 祖母： 拿骚-乌辛根的卡洛琳                | 祖母之母： 莱宁根-海德斯海姆的卡洛琳·菲利奇塔斯   |
| 黑森-卡塞尔领地伯爵弗里德里希 | 母亲： 丹麦公主夏洛特               | 外祖父： 丹麦王儲弗雷德里克               | 外祖父之父： 丹麦国王弗雷德里克五世               |
| 黑森-卡塞尔领地伯爵弗里德里希 | 母亲： 丹麦公主夏洛特               | 外祖父： 丹麦王儲弗雷德里克               | 外祖父之母： 不伦瑞克-沃尔芬比特尔的尤利安妮·玛丽 |
| 黑森-卡塞尔领地伯爵弗里德里希 | 母亲： 丹麦公主夏洛特               | 外祖母： 梅克伦堡-什未林的索菲·弗里德里克 | 外祖母之父： 梅克伦堡-施威林的路德维希            |
| 黑森-卡塞尔领地伯爵弗里德里希 | 母亲： 丹麦公主夏洛特               | 外祖母： 梅克伦堡-什未林的索菲·弗里德里克 | 外祖母之母： 萨克森-科堡-萨菲尔德的夏洛特         |